# Pier 21
Pier 21, een voormalige terminal voor oceaanlijners, is Canada's nationaal museum voor immigratie in Halifax (Nova Scotia). Het fungeerde van 1928 tot en met 1971 als een oceaanlijnerterminal en immigratieloods en werd een museum in 1999. Pier 21 is de laatste overgebleven immigratieloods aan de kust van Canada. De faciliteit wordt vaak vergeleken met Ellis Island in New York. In 1997 werd het aangewezen als National Historic Site of Canada en het werd officieel een nationaal museum in 2011.

## Geschiedenis

### Aankomstplaats

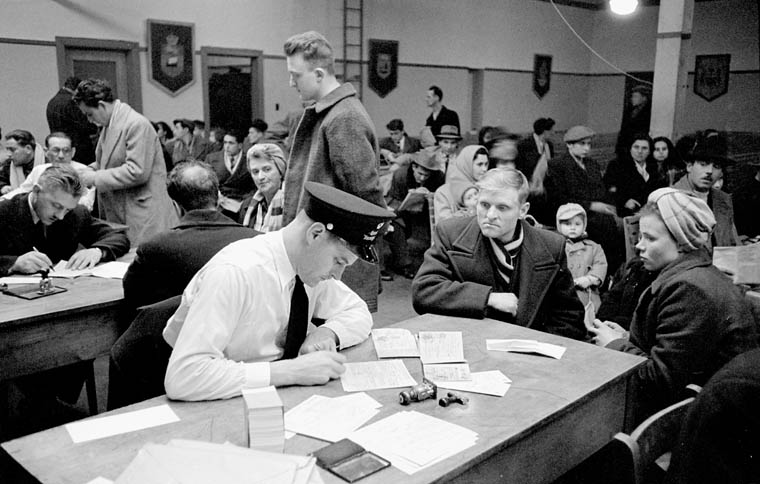
Aankomst van immigranten bij Pier 21 in 1952.

Gelegen in het havengebied aan de zuidkant van Halifax, Pier 21 werd gebruikt als een passagiersterminal voor de trans-Atlantische oceaanlijners van 1928 tot 1971. Het verving een eerdere immigratiefaciliteit bij Pier 2 aan de noordkant van Halifax. Schepen werden aangemeerd bij een lange kade die verdeeld was in de pieren 20, 21, 22 en 23. De immigratie faciliteiten waren gevestigd op Pier 21, hoewel de term ook vaak werd gebruikt om alle pieren voor oceaanlijners te beschrijven. Pier 21 had een spoorwegreserveringskantoor en rangeersporen voor speciale passagierstrein voor immigratie alsmede een loopbrug naar het treinstation van Halifax. De Pier was het belangrijkste punt van binnenkomst voor meer dan een miljoen immigranten en vluchtelingen uit Europa en elders, alsook het vertrekpunt voor 496.000 Canadese militairen tijdens de Tweede Wereldoorlog. De locatie stond informeel bekend als de 'Gateway to Canada'. Het sloot in maart 1971, als gevolg van de aanzienlijke daling van het immigratieverkeer via zeeschepen ten gunste van het vliegtuig.
Van 1971 tot de late jaren 1990 was Pier 21 een weinig gebruikte opslagruimte, hoewel de voormalige immigratiekantoren werden gebruikt als populaire studio- en atelierruimte voor kunstenaars. De oceaanlijnerpier zelf werd steeds meer gebruikt als aanlegplaats voor cruiseschepen.

#### Nederlandse immigranten en Pier 21
In 1928 kwam de eerste boot, de Nieuw Amsterdam van de Holland-Amerika Lijn, aan bij Pier 21 in Halifax.  
Overigens was 1928 niet het begin van de emigratie van Nederlanders naar Canada. Voor die tijd gingen er al zeker 30.000 Nederlanders de oceaan over. Vooral eind jaren 40 en begin jaren 50 vertrokken veel mensen. Ze waren op zoek naar een beter leven. Tegenwoordig wonen er meer dan een miljoen Canadezen van Nederlandse afkomst.

Op 30 juni 2003 werd er in Halifax door de Nederlandse ambassadeur en een Canadese minister een herdenkingssteen onthuld ter herinnering aan de massale immigratie van Nederlanders via Pier 21 in Halifax.

### Museum
In 1990 werd het Pier 21-genootschap opgericht door J.P. LeBlanc en Ruth Goldbloom met als doel om fondsen te werven en de publieke belangstelling voor de vervallen loods, de laatste van zijn soort in Canada, te vergroten. Goldbloom werd in 1993 de tweede voorzitter van het genootschap. De druk om het pand te veranderen in een National Historic Site en museum ging snel.  Op 22 september 1997 werd de plaats, op advies van de Historic Sites and Monuments Board of Canada, aangewezen als National Historic Site. In samenwerking met het Havenbedrijf van Halifax werd Pier 21 in 1999 op Canada Day heropend als een museum en begon haar nieuwe rol als Herinnering aan de 1,5 miljoen immigranten die zijn deuren gepasseerd zijn. Op 25 juni 2009 gaf premier Stephen Harper een intentieverklaring tot het vestigen van een Nationaal museum van de immigratie op Pier 21. Later dat jaar werd Pier 21 verkozen om te concurreren in de tv-show "Seven Wonders of Canada" van Canadian Broadcasting Corporation (CBC). Qua internet-stemmen scoorde het in de middenmoot, maar de jury plaatste Pier 21 bij de zeven wonderen.

### Nationaal museum
In 2009 zijn de regering van Canada, het Pier 21-genootschao, de Pier 21 Stichting en het Havenbedrijf van Halifax overeengekomen om samen te werken ter ondersteuning van een nieuwe nationaal museum op Pier 21. Als zesde nationaal museum in Canada en slechts de tweede nationale museum buiten de hoofdstedelijke regio voegde Pier 21 zich op 7 februari 2011 officieel bij de vier, later vijf andere nationale musea. Het complex wordt als Canadian Museum of Immigration at Pier 21 rechtstreeks gefinancierd door het Departement van Canadees erfgoed en heeft sinds 2011 een eigen post op de begroting.

## Collectie

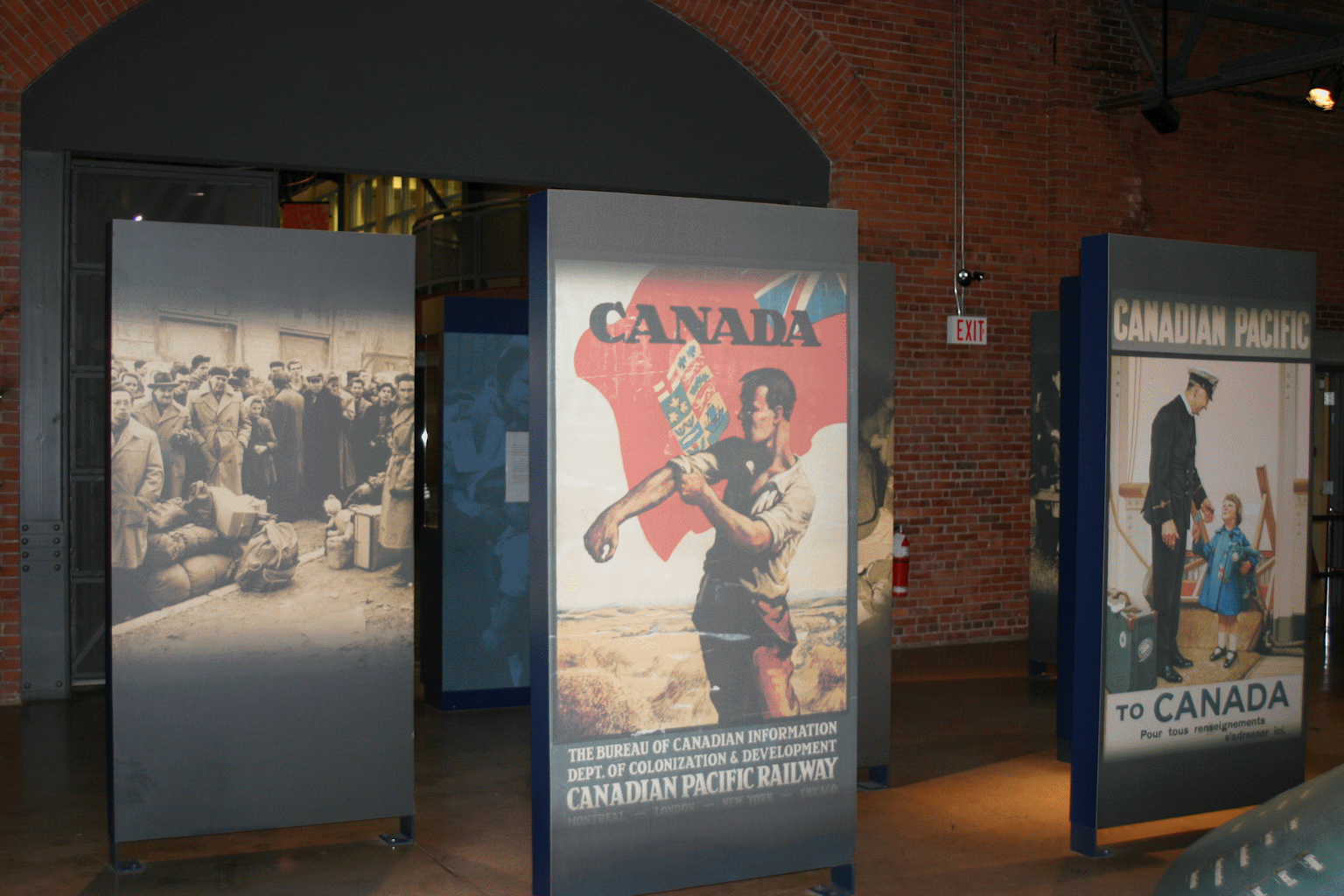
Tentoonstelling in 2007 in Pier 21.

Anno 2012 had Pier 21 een verzameling mondelinge getuigenissen van 2.000 verhalen en 500 interviews en verder 700 geschonken boeken, 300 films en duizenden archiefbeelden en scans van documenten met betrekking tot de immigratie en de Tweede Wereldoorlog. Veel van de bronnen kunnen worden gevonden op de website en alles is toegankelijk door contact op te met nemen Pier 21's Scotiabank Family History Center.
De verhalencollectie is inmiddels uitgebreid van alleen degenen die daadwerkelijk via Pier 21 Canada zijn binnengekomen tot verhalen over immigratie uit alle punten van binnenkomst vanaf het prille begin van Canada (inclusief First Nations) en concentreert zich hierbij op alle immigratie van 1867 tot het heden. Pier 21 verzamelt familiegeschiedenissen die teruggaan tot 1867 en wil graag beginnen met het verzamelen van verhalen van immigranten die aankwamen na 1971. Deze verhalen zullen als basis worden gebruikt voor toekomstige tentoonstellingen.
In het museum nemen speciale medewerkers mondelinge interviews af voor het behoud van Canadese verhalen.
De beeldcollectie omvat duizenden gescande krantenknipsels, immigratie gerelateerde documenten en scheepsmemorabilia, alsmede digitale foto's geschonken door Canadezen en organisaties.

## MS St. Louis-gedenkteken
Op 20 januari 2011 werd het Wheel of Conscience onthuld. Dit 'gewetenswiel' is een gedenkteken voor de reis van het Duitse schip MS St. Louis naar Noord-Amerika in 1939. De joodse passagiers, op de vlucht voor antisemitisme en de vroege stadia van de Holocaust, werden in Cuba, de VS en Canada geweigerd en moesten terugkeren naar Europa.
Het wiel, ontworpen door Daniel Libeskind, met grafisch ontwerp door David Berman en Trevor Johnston, werd vervaardigd in opdracht van het Canadian Jewish Congress. Het gedenkteken is een staande ring van gepolijst roestvast staal die op een sokkel gemonteerd is, met een binnenring die kan draaien en een tekst draagt over het lot van de vluchtelingen op het schip. Binnen de dubbele ring bevinden zich vier tandwielen van oplopende grootte die elkaar in beweging kunnen brengen. Van klein naar groot en dus van snel naar langzaam zijn deze gemerkt met de woorden hatred, racism, xenophobia en antisemitism. Op de achterkant van het monument is een lijst van de passagiers aan boord van de MS St. Louis gegraveerd. Libeskind beschouwt ook de weerspiegelde gezichten van de toeschouwers als deel van het beeld.